# Kolby Kås
Kolby Kås er en lille havnebebyggelse på den sydlige del af Samsø, beliggende i Kolby Sogn ca. 7 kilometer syd for Tranebjerg. Bebyggelsen ligger i Samsø Kommune der tilhører Region Midtjylland.
Fra Kolby Kås var der tidligere daglig færgeforbindelse til Kalundborg, beliggende på Sjælland. Denne er nu flyttet til den nyanlagte Ballen Færgehavn ud mod Samsø Bælt. 
Det er meningen at færgehavnen skal fungere som reservehavn i fremtiden for både færgetrafikken til Jylland og Sjælland.  
Senest blev den brugt i perioden 19-27 marts 2015 grundet en påsejling af færgelejet i Sælvig.  
Foruden færgehavnen har Kolby Kås en lystbådehavn, til store og små både og til sejlskibe. 
55°47′42″N 10°31′49″Ø / 55.79500°N 10.53028°Ø